# Abdel Diarra
Abdel Rahamane Diarra Khalil (* 28. Dezember 1994 in Divo) ist ein ivorischer Fußballspieler.

## Karriere

### Verein
Von seinem Heimatverein AFAD Djékanou wechselte Diarra im Sommer 2015 zur Reservemannschaft von Racing Straßburg. Im Januar 2016 verpflichtete ihn der türkischen Erstligisten Antalyaspor und lieh ihn nach etwa zwei Wochen für den Rest der Saison an den Zweitligisten Karşıyaka SK aus. Es folgten Stationen beim schwedischen Zweitligisten Syrianska FC und in Belgien bei KFCO Beerschot Wilrijk. Anschließend tand der Abwehrspieler erneut bei Syrianska FC unter Vertrag und ging von dort zum HB Køge nach Dänemark. Ohne ein Spiel absolviert zu haben schoß er sich 2020 für anderthalb Jahre dem  AFC Eskilstuna in Schweden an. Ab Beginn des Jahres 2022 war Diarra dann vereinslos, ehe ihn im September Leixões SC verpflichtete.

### Nationalmannschaft
Im Sommer 2015 bestritt Diarra zwei Länderspiele für die ivorische U23-Nationalmannschaft bei der Afrika-Cup-Qualifikation. In der 3. Runde schied man dabei nach Hin- und Rückspiel (jeweils 0:0) mit 3:4 im Elfmeterschießen gegen Sambia aus.